# Vembūtų apylinkės
Vembūtų apylinkės este o arie protejată (sit de importanță comunitară — SCI) din Lituania întinsă pe o suprafață de 104,89 ha, integral pe uscat.

## Localizare
Centrul sitului Vembūtų apylinkės este situat la coordonatele 55°43′27″N 22°17′18″E / 55.7243°N 22.2883°E.

## Înființare
Situl Vembūtų apylinkės a fost declarat sit de importanță comunitară în noiembrie 2022 pentru a proteja un număr necunoscut de specii din flora spontană și fauna sălbatică aflate în arealul zonei.

## Biodiversitate
Situată în ecoregiunea boreală, aria protejată conține 2 habitate naturale: Pajiști fino-scandinave uscate până la mezice, bogate în specii de altitudine mică, Păduri pe pante, grohotișuri și ravene de Tilio-Acerion.
La baza desemnării sitului se află un număr nedeclarat de specii protejate.